# Curiosity (astromobile)
Cet article court présente un sujet plus développé dans : Mars Science Laboratory.
Pour les articles homonymes, voir Curiosity.
Curiosity est une astromobile (rover en anglais) déployée à Aeolis Palus sur Mars en 2012 via la mission Mars Science Laboratory.
C'est un engin particulièrement imposant avec une masse de 899 kg à comparer aux 174 kg pour les astromobiles Spirit et Opportunity.
Un des principaux instruments embarqués par l'engin, la camera « ChemCam » (pour Chemistry and Camera complex) a été en partie conçu et fabriqué en France, par l'Institut de recherche en astrophysique et planétologie (IRAP).

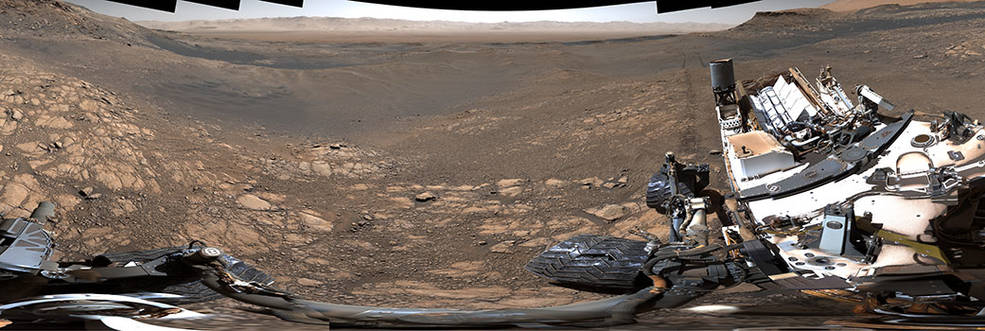
Le plus grand panorama de Mars réalisé par l'astromobile.